# Nude (canción)
«Nude» —en español: Desnudo— es una canción de la banda de rock inglesa Radiohead, lanzada en marzo de 2008 como el segundo sencillo de su séptimo álbum de estudio In Rainbows (2007).
Radiohead grabó «Nude» por primera vez durante las sesiones de su tercer álbum, OK Computer (1997), pero no quedó satisfecho con los resultados. La interpretaron varias veces durante la década siguiente y se convirtió en una de sus canciones inéditas más conocidas. Para In Rainbows, Radiohead reorganizó la canción alrededor de una línea de bajo escrita por Colin Greenwood.
«Nude» se promocionó con un video musical de Radiohead actuando en cámara lenta y una competencia que invitaba a los fanáticos a crear remixes usando las pistas de la raíz separadas. Impulsado por las ventas, se convirtió en el sencillo más exitoso de Radiohead en la lista Billboard Hot 100 desde que su sencillo debut «Creep» alcanzó su punto máximo en 1993.

## Historia
«Nude» tenía títulos de trabajo que incluían «Failure to Receive Repayment Will Put Your House at Risk», «Big Ideas» y «(Don't Get Any) Big Ideas». El título final deriva de una versión temprana del coro, que tenía la línea: «¿Cómo te ves cuando estás desnudo?».
Radiohead grabó una versión de «Nude» durante las primeras sesiones de su tercer álbum, OK Computer (1997), con el productor Nigel Godrich. Esta versión, inspirada en Al Green, incluía un órgano Hammond, una sensación "más recta" y letras diferentes. Inicialmente, la banda estaba satisfecha con la grabación pero, según Godrich, "por alguna razón, todos se desviaron".
«Nude» fue interpretada por primera vez a finales de la década de 1990 por el cantante Thom Yorke en una actuación en solitario en Japón. Radiohead la interpretó varias veces durante la década siguiente y se convirtió en una de sus canciones inéditas más conocidas. Ellos y Godrich trabajaron de nuevo en «Nude» durante las sesiones de sus álbumes Kid A (2000) y Hail to the Thief (2003), pero no quedaron satisfechos con los resultados.
Durante las primeras sesiones del séptimo álbum de Radiohead, In Rainbows (2007), Colin Greenwood escribió una nueva línea de bajo para la canción. Según Godrich, esto "lo transformó de algo muy directo en algo que tenía un flujo mucho más rítmico". La banda también eliminó un coro y escribió un nuevo final. Realizaron el nuevo arreglo, junto con otro material nuevo, en su gira de 2006 antes de grabar tres tomas para In Rainbows. Se utilizó la toma final, con overdubs grabados en Covent Garden, Londres. Godrich dijo en 2008:

Las canciones tienen una especie de ventana en la que están más vivas, y tienes que capturarlo. "Nude" perdió su ventana, y se necesitó mucha reinvención para traerlo de vuelta al lugar donde pudiéramos capturarlo nuevamente de una manera que resonara para la gente que lo tocaba. Básicamente era la misma canción; nada había cambiado realmente. Lo que ha cambiado es la gente que lo juega.

## Composición
Pitchfork describió «Nude» como una "versión elegante y triste" de las canciones "burlonas y arrodilladas" de Kinks o Blur, o una inversa del sencillo de Radiohead de 1998 «No Surprises». La letra habla de "aburrimiento suburbano, aburrimiento aplastante, vidas insatisfactorias de ir a ninguna parte". La progresión de acordes utiliza un complejo de doble tónica, lo que sugiere las claves tanto de Mi Mayor como de su progresión tonal Do Sostenido Menor.

## Video musical
El video musical de «Nude» fue dirigido por Adam Buxton y Garth Jennings. Se reprodujo por primera vez como parte de un webcast de Radiohead el 31 de diciembre de 2007, un día antes del lanzamiento comercial de In Rainbows. El video muestra a Radiohead actuando en cámara lenta con plumas llenando la pantalla. Greenwood dijo:

Le alquilamos cámaras a este viejo que normalmente hace cosas de la naturaleza y simplemente saltaba delante de ellos. Y luego [Buxton y Jennings] lo editaron en su computadora portátil y lo subieron a YouTube. Fue genial porque no tuvimos que pasar por tres semanas de encargar videos y recibir guiones poco fiables ambientados en rascacielos abandonados en el centro de Los Ángeles o algo así. Si piensas "intentémoslo", es realmente liberador.

## Lanzamiento
«Nude» fue lanzado como sencillo el 31 de marzo de 2008. Radiohead organizó una competencia para que los fanáticos crearan remezclas de las pistas individuales de guitarra, batería, bajo, voz y cuerdas, disponibles para comprar a través de iTunes. Las entradas se transmitieron en el sitio web de Radiohead. Las primeras versiones de «Nude», grabadas en el período OK Computer, se incluyeron en la edición especial de la reedición de OK Computer OKNOTOK 1997 2017  lanzada en 2017 y la compilación de 2019, MiniDiscs [Hacked].

## Recepción
«Nude» superó al anterior single de In Rainbows, «Jigsaw Falling into Place», alcanzando el puesto 21 en la lista de singles del Reino Unido; sigue siendo el último single top 40 de Radiohead en el Reino Unido. Alcanzó el número 37 en el Billboard Hot 100, convirtiéndose en el segundo top 40 de Radiohead después de que «Creep» alcanzó el número 34 en 1993. También fue la primera canción de Radiohead en hacer Pop 100. Las ventas incluyeron las ventas de los tallos de remezclas, lo que aumentó su rendimiento en las listas. En 2020, The Guardian la nombró la séptima mejor canción de Radiohead, escribiendo: "Después de dar vueltas en la tradición de Radiohead durante más de una década, 'Nude' ... encontró una forma asombrosa, primero al canalizar Björk (coos entrecortados, cuerdas sollozantes) y luego, en un final tan brillante y penetrante como el amanecer".

## Posicionamiento en listas
| Listas (2008)                         | Mejor posición |
| ------------------------------------- | -------------- |
| Austria (Ö3 Austria Top 40)           | 52             |
| Bélgica (Flandes) (Ultratop 50)       | 12             |
| Bélgica (Valonia) (Ultratop 50)       | 16             |
| Canadá (Canadian Hot 100)             | 8              |
| Dinamarca (Tracklisten)               | 11             |
| Estados Unidos (Billboard Hot 100)    | 37             |
| European Hot 100                      | 30             |
| Finlandia (OFC)                       | 7              |
| Francia (SNEP)                        | 76             |
| Irlanda (IRMA)                        | 18             |
| Italia (FIMI)                         | 2              |
| Nueva Zelanda (Recorded Music NZ)     | 23             |
| Noruega (VG-lista)                    | 4              |
| Países Bajos (Mega Single Top 100)    | 8              |
| Portugal Digital Songs (Billboard)    | 1              |
| Reino Unido (UK Indie Chart)          | 1              |
| Reino Unido (Official Charts Company) | 21             |
| Suecia (Sverigetopplistan)            | 25             |

## Lista de canciones
7"
1. «Nude»
2. «4 Minute Warning»[9]

CD
1. «Nude» – 4:17
2. «Down Is the New Up»[9] – 5:00
3. «4 Minute Warning» – 4:05

## Personal
| Radiohead - Colin Greenwood - Jonny Greenwood - Ed O'Brien - Philip Selway - Thom Yorke Additional musicians - The Millennia Ensemble – strings - Everton Nelson – leading - Sally Herbert – conducting | Production - Nigel Godrich – production, mixing, engineering - Richard Woodcraft – engineering - Hugo Nicolson – engineering - Dan Grech-Marguerat – engineering - Bob Ludwig – mastering Artwork - Stanley Donwood - Dr Tchock |